# Alfonso Cigala-Fulgosi
Alfonso Cigala-Fulgosi, italijanski general, * 16. oktober 1884, Piacenza, † 1. oktober 1943.